# Корнелиус, Чарльз
Чарльз Корнелиус (англ. Charles Cornelius, 27 октября 1945) — индийский хоккеист (хоккей на траве), вратарь, бронзовый призёр летних Олимпийских игр 1972 года.

## Биография
Чарльз Корнелиус родился 27 октября 1945 года.
Учился в школе в Патханкоте, занимался лёгкой атлетикой, футболом и боксом. Начал играть в хоккей на траве по совету учителя физкультуры.
Первоначально играл в поле на правом краю, но по инициативе тренера сборной Индии Удхама Сингха переквалифицировался во вратари, поскольку голкиперами сборной Индии прежде были выходцы с юга Индии, откуда был родом и Корнелиус.
Играл в хоккей на траве за пограничные силы.
В 1972 году вошёл в состав сборной Индии по хоккею на траве на Олимпийских играх в Мюнхене и завоевал бронзовую медаль. Играл на позиции вратаря, провёл 2 матча, пропустил 3 мяча (два от сборной Пакистана, один — от Нидерландов).
В 1971 году выиграл бронзу в Барселоне, в 1973 году — серебро в Амстелвене.
В 1974 году был вынужден завершить карьеру после травмы левого колена, полученной за два дня до отъезда в Тегеран на летние Азиатские игры. В Патиале ему оказали некачественную медицинскую помощь, сделав инъекцию гидрокортизона нестерильной иглой. В результате небольшая травма едва не привела к ампутации ноги. Корнелиуса отправили на лечение в Великобританию, где ногу спасли, но коленный сустав вышел из строя.
По словам Чарльза, в 1974 году ему собирались вручить премию «Арджуна», однако после травмы этого делать не стали.
По окончании игровой карьеры стал тренером. В 1977 году возглавил сборную Пенджаба. В 1980 году стал тренером и селекционером Индийской федерации хоккея, тренировал молодёжную и мужскую сборные Индии. Более 15 лет отвечал в Мадрасе за южные штаты в рамках сотрудничества Национального института спорта со спортивными советами. Работал администратором летних Азиатских игр 1982 года, Южноазиатских игр 1995 года и других международных турниров, проводившихся в Индии. В 2001 году ушёл на пенсию.

## Семья
Сын Корнелиуса Чарльза Арун занимался теннисом, впоследствии стал инженером.